# Mercado da Ribeira (Bilbau)
O Mercado da Ribeira (em castelhano: Mercado de la Ribera; em basco: Erriberako Merkatua) é uma praça de mercado situada em Bilbau,  Biscaia, ao norte da Espanha. Está situado na margem direita da ria de Bilbau, ao lado do Casco Viejo, o centro histórico da cidade.
Tem uma superfície comercial de 10 000 m², o que, segundo o Turismo de Bilbau, o torna o maior mercado coberto da Europa. No seu interior há barracas de diferentes produtos, destacando-se os alimentícios frescos. Está ordenado pelo tipo de produto que se comercializa.  Mantém também uma área de produtos das pequenas explorações agrícolas da região, os chamados caseríos (ou baserri em basco).

## Localização
O mercado da Ribeira localiza-se na rua Ribera, à beira da ria do Nervión, na antiga Praça Central ou Vieja. Junto a ele localiza-se a passarela de pedestres do conde de Mirasol e igreja e Ponte de Santo Antão.
A rua Ribera fica entre a margem da ria e os edifícios do Casco Viejo, popularmente conhecido como "Las Siete Calles" ("As Sete Ruas"), que é uma das principais zonas de comércio tradicional da cidade. Para chegar a ele podem usar-se diversos meios de transporte público, metrô, bonde e ônibus. A estação ferroviária de via estreita de EuskoTren fica a cerca de três minutos do mercado.

## História
No século XIV, a área de mercado de Bilbau estabeleceu-se na Praça Vieja ou Maior, ao lado da igreja de Santo Antão. Este ponto era considerado "o centro neurálgico da vila". O mercado que ali se formava tinha, nas palavras de Emiliano de Arriaga: 
| “ | um mercado bem surtido de quanto pudesse apetecer ao mais refinado gastrônomo. | ” |

As barracas começaram a ser cobertas por volta de 1840 e em 1870 já estavam todas cobertas, ao resguardo das inclemências meteorológicas. Pouco depois foi construído um recinto de muito mais porte em ferro fundido, forjado e cristal, seguindo a moda da arquitetura modernista da época. Este novo recinto fechava alguns dos laterais e mantinha uma passagem para pedestres no seu interior. Este recinto tinha um grave problema de concentração de calor, pelo qual se chegou a instalar um sistema de rega no seu telhado. Em 1850 foi estabelecido um serviço de controle da qualidade para o peixe, o leite e a carne.
Em 1928 decidiu-se edificar um novo mercado que permitisse o aumento do número de postos. Em 22 de agosto de 1929 inaugurou-se um novo edifício realizado em concreto armado, autoria do arquiteto Pedro de Ispizua, realizado em estilo racionalista próprio da época. O projeto, no qual se buscava a funcionalidade, baseia-se em espaços abertos sem colunas interiores, com boa ventilação e com uma iluminação natural. Tudo isto, junto à decoração das suas fachadas em estilo Art Déco eclético.
À inauguração, realizada durante as festas de Bilbau, acudiram representantes do então governo da Espanha encabeçado pelo general Primo de Rivera.
Em 1971 inaugurou-se o Mercabilbao, um centro de distribuição de mercadorias de produtos frescos de Biscaia, e o mercado da Ribeira deixou de ser o centro de abastecimento de vendas por atacado da zona, passando servir como "mercado de bairro" do Casco Viejo' e a Bilbao La Vieja.
Em agosto de 1983 sofreu graves danos devido às cheias que assolaram Biscaia e a sua capital. Aproveitou-se a sua reconstrução para realizar uma profunda reforma das instalações.

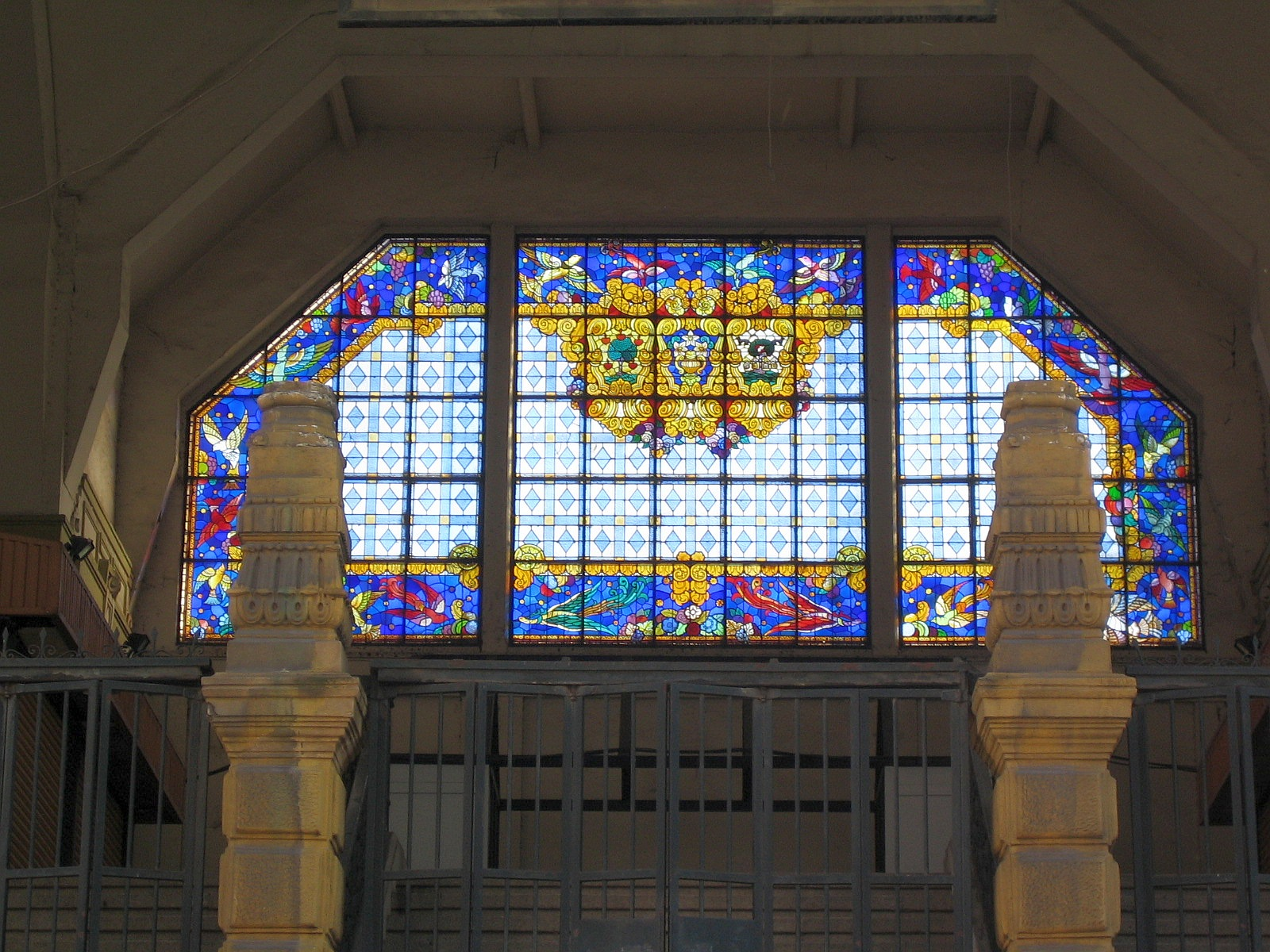

Em 1990 o Mercado da Ribeira entrou no Guiness como "o mercado municipal de víveres mais completo" e é considerado o maior mercado enquanto a número de comerciantes e de barracas.
Em 2000 o município de Bilbau trespassou a gestão do mercado aos comerciantes. A gestão voltou ao município em maio de 2008, por não ter havido acordo entre os comerciantes sobre a sua remodelação. Dois anos depois foi realizado um estudo estrutural, concluindo que, a olho nu, não se detetavam erros estruturais, mas que conviria fazer um estudo mais profundo. A proposta municipal de realizar uma reforma interior deu origem a um estudo em profundidade do seu estado estrutural, que foi encomendado em 2008. Os resultados deste estudo, publicados em outubro desse ano, apontaram para graves falhas estruturais, com danos graves que afetavam o concreto armado.
A origem dos danos estruturais fora o uso de areia da praia para o concreto. Esta areia, rica em cloratos, viria a provocar a oxidação do ferro que forma a armadura do concreto, pondo em perigo a estabilidade dos elementos sustentadores. Isto obrigou a reconstruir uma grande parte do edifício no verão de 2009.
A primeira fase da obra, sob projeto do arquiteto  Emilio Puertas, foi inaugurada em 9 de dezembro de 2010. A reforma ocuparia a parte leste e central do mercado, com cerca de 7 000 m², e outros 3 000 que se ganharam no exterior. A reforma, para além de corrigir os graves problemas estruturais, implicou uma mudança radical na gestão da luz natural, com amplas superfícies envidraçadas. Também foi recuperado o antigo caminho de sirga.